# Veronica barkeri
Veronica barkeri är en grobladsväxtart som beskrevs av Leonard C. Cockayne. Veronica barkeri ingår i släktet veronikor, och familjen grobladsväxter. Inga underarter finns listade i Catalogue of Life.